# Alcide De Gasperi
Alcide De Gasperi (kiejtéseⓘ), eredetileg Degasperi (Pieve Tesino, Tiroli Grófság, Osztrák–Magyar Monarchia, 1881. április 3. – Borgo Valsugana, Trentino, Olaszország, 1954. augusztus 19.) trentinói származású olasz politikus, államférfi. 
1918-ig Ciszlajtániában, az első világháború után az Olasz Királyságban, majd 1946 után az Olasz Köztársaságban működött. 1944–46 között az Olasz Királyság külügyminisztere, 1946-ban rövid ideig Olaszország ideiglenes államfője. 1946–53 között az Olasz Köztársaság miniszterelnöke, több alkalommal belügy- és külügyminiszter is. Nevéhez fűződik az Olaszországhoz csatolt Dél-Tirolban élő nemzetiségek jogait rendező 1946-os Gruber–De Gasperi-egyezmény.
A kereszténydemokrata politikai hitvallás egyik kidolgozója, az Olasz Kereszténydemokrata Párt (DC) alapítója, 1946-tól haláláig a párt elnöke.
Egyike az Európai Közösségek ún. „alapító atyáinak”. 1954. január 1-től haláláig az Európai Parlament elődjének, az Európai Szén- és Acélközösség (ESZAK) közgyűlésének elnöke.

## Élete

### Származása, ifjúkora
Alcide De Gasperi (születési nevén Degasperi) Pieve Tesino községben született, Trient közelében. Szülővárosa 1918-ig az Osztrák–Magyar Monarchia Tiroli Grófságának Trentino tartományához tartozott.
Mélyen katolikus tiroli olasz nemzetiségű (ún. „welschtiroler”) családból és környezetből származott. Apja, Amedeo Degasperi csendőrtiszt (maresciallo maggiore), a trentinói Sardagnából (ma Trento városrésze), anyja, Maria Morandini a Fiemme-völgyi Predazzóból származott. Négy testvér közül Alcide volt a legidősebb. Két öccse és egy húga volt (Mario, Augusto, Marcellina). Mario papi szemináriumban tanult, de fiatalon (1906-ban) meghalt. Augusto (1893–1966) a bécsi egyetemen tanult, az első világháborúban a k.u.k. hadsereg katonájaként a keleti fronton, Galíciában orosz hadifogságba esett, majd hazatérve segítette bátyjának antifasiszta politikai szervezkedését.
Alcide Degasperi a Bécsi Egyetemen folytatott filozófiai és irodalmi tanulmányokat. Kiváló német nyelvtudásra tett szert. Aktívan részt vett a keresztény hallgatók mozgalmában, tisztséget viselt a hallgatói érdekvédelmi szervezetekben.
Csatlakozott a trentinói ifjúság régi követeléséhez, hogy Tirol valamelyik egyetemén hozzanak létre olasz nyelvű jogtudományi kart. Emiatt átmenetileg letartóztatásba is került.
1904. november 3-án, amikor az Innsbrucki Egyetemen hivatalosan megnyitották az új, olasz nyelvű jogi kart, a trentinói autonómia hívei – élükön Cesare Battistivel és Alcide De Gasperivel – részt vettek a megnyitó ünnepségeken. A német-osztrák nacionalisták és az olasz autonomisták között szóváltás, majd verekedés tört ki, ami több napon át tartó utcai zavargásba, olasz üzletek kifosztásába torkollott. Az események „Fatti di Innsbruck” néven maradtak fenn.
1905-ben az Il Trentino című újság szerkesztője, majd hamarosan annak igazgatója lett. Lapjában követelte Welschtirol tartomány (a mai Trentino) pénzügyi autonómiáját, a dél-tiroli olasz nyelv és kultúra védelmét, ezzel ellentétbe került az egész Tirol elnémetesítésére törekvő tiroli nacionalistákkal. Szilárdan kitartott azonban Trentinónak az Osztrák–Magyar Monarchiához való tartozása mellett. Hangoztatta, hogy egy népszavazás esetén a trentinóiak 90 %-a a Császárságban maradás mellett szavazna.

### Az Osztrák–Magyar Monarchia politikusa
1911-ben De Gasperi a Trentinói Néppárt (PPT, Partito Popolare Trentino/Trentiner Volkspartei) színeiben képviselővé választották az Osztrák Császárság parlamentjében, a Reichsrat-ban. Körzetében (Fiemme–Fassa–Primiero–Civizzano) elsöprő 72,9 %-os többséget szerzett. 1914-ben a Tiroli Tartományi Gyűlésbe (Landtag) is beválasztották. A háborús éveket Bécsben töltötte. Ausztriai parlamenti képviselőként továbbra is Trentinónak a Monarchián belüli autonómiájáért küzdött. Ugyanakkor azonban 1915 márciusában, két hónappal Olaszország hadba lépése előtt – az olasz nacionalista vonalat képviselő Celestino Endrizzinek, Trient érsekének megbízásából – De Gasperi személyesen tárgyalt Sidney Sonninóval, az Olasz Királyság háborúpárti külügyminiszterével arról, hogy a trentinói főegyházmegye – olasz bekebelezés esetén is – megőrizhessen bizonyos kiváltságokat.

### Az Olasz Királyság politikusa
Az első világháború befejezése és az Osztrák–Magyar Monarchia összeomlása után, az 1919-es párizsi békekonferencia és a saint-germaini békeszerződés értelmében a zömében olaszok lakta Trentint, a német lakosságú Dél-Tirollal együtt az Olasz Királysághoz csatolták. Az új politikai rendszerben De Gasperi, több társával együtt 1919. január 18-án megalapította az első Olasz Néppártot (Partito Popolare Italiano, PPI). Ennek 1921-től kezdve parlamenti képviselője és frakcióvezetője lett. A párt első főtitkára Luigi Sturzo volt, De Gasperi harcostársa.
A marcia su Roma (1922) és a fasizmus előretörése nyomán kettejük között ellentét alakult ki. Sturzo elutasította az együttműködést Mussolinivel, De Gasperi azonban a koalíciót és a kormányban való részvételt támogatta.
1922-ben De Gasperi megnősült. A Borgo Valsugana-i templomban feleségül vette Francesca Romanit (1894–1998), egyik parlamenti képviselőtársának leányát. Házasságukból négy leánygyermek született, Maria Romana, Lucia, Cecilia és Paola.
Mussolini első miniszterelnöki kinevezését (1922. október 31-ét) követően, 1922. november 16-án Mussolini programbeszédét követő nagy vita (discorso del bivacco) után 306 képviselő, köztük De Gasperi, Giovanni Giolitti és Giovanni Gronchi is bizalmat szavazott a miniszterelnöknek, 116-an, főleg szocialisták, republikánusok és kommunisták, ellene szavaztak. Az Olasz Néppárt minisztereket is delegált Mussolini első kormányába.
1923 júliusában De Gasperi vette át az Olasz Néppárt (PPI) főtitkári tisztségét. 1923 novemberében a parlament megszavazta a fasiszta kormánypártnak egyoldalúan kedvező választási törvényt (legge Acerbo), amely az 1924. áprilisi választásokon Mussolini „nemzeti listájának” kétharmados többséget hozott.
1924. május 20-án De Gasperi lett az ellenzékbe szorult Néppárt főtitkára. 1924. június 10-én Mussolini pártjának feketeinges milícistái (squadristi) meggyilkolták Giacomo Matteottit, az Egységes Szocialista Párt (PSU, Partito Socialista Unitario) főtitkárát. A fasiszták erőszakos tettei miatt De Gasperi Mussolini ellen fordult, az Olasz Néppárt két részre szakadt, 1925. december 14-re De Gasperi már csak az antifasiszta frakció vezetője maradt.
1926-ban a fasiszták kiszorították a parlamenti ellenzéket, a pártok több vezetőjét letartóztatták. Az Olasz Néppárt felbomlott. 1927 márciusában De Gasperit is letartóztatták Firenzében, és négyéves börtönbüntetésre ítélték. A Vatikán közbenjárására 16 hónap letöltése után, 1928 júliusában szabadon engedték, de – ellenzéki képviselő társaihoz hasonlóan – teljesen ki kellett maradnia a politikai életből. Rendőri felügyelet alá került, zaklatások érték.
Befolyásos barátainak, elsősorban Celestino Endrici trentói érseknek segítségével 1928 végén a Vatikáni Könyvtárban kapott menedéket és munkát. Az 1929-es  lateráni egyezmény védelme alatt itt dolgozott 1943-ig, a fasiszta rendszer összeomlásáig.

### A Kereszténydemokrata Párt alapítója
Vatikáni menedékhelyén De Gasperi (katolikus társaival) együtt kezdeményezte egy új (ekkor még illegális) kereszténydemokrata politikai szervezet megalakítását, a fasiszták által szétforgácsolt Olasz Néppárt helyett, de alapvetően az egykori Néppárt ideológiájára építve. 1943 januárjában kiadta „Idee ricostruttive” (Az újjáépítés gondolatai) című kiáltványát, amely az új párt programját tartalmazta.
1943 július 25-én, miután a szövetségesek partra szálltak Szicíliában, a Ducét leváltották és letartóztatták. De Gasperi meghatározó tagja lett a szeptemberben megalakult Nemzeti Felszabadítás Bizottságának (Comitato di Liberazione Nazionale, CLN). 1943. december 15-én társaival megalakította az Olasz Kereszténydemokrata Párt (Democrazia Cristiana, DC), melynek 1944. július 31-én első főtitkára lett. A háború utáni ország újjászervezésére a DC koalíciót szervezett az összes nem-fasiszta párttal, köztük az Olasz Kommunista Párttal (PCI), az Olasz Szocialista Párttal (PSI), az Olasz Liberális Párttal (PLI), az Olasz Republikánus Párttal (PRI), az Akció Pártjával (Pd’A) és a Demokratikus Munkapárttal (PDL).
1944. december 12. után De Gasperi tárca nélküli miniszter lett Ivanoe Bonomi miniszterelnök ideiglenes kormányában, majd külügyminiszter Ferruccio Parri miniszterelnök összpárti kormányában.
1945. december 12-től 1946. október 18-ig a király De Gasperit nevezte ki miniszterelnökké. Ő lett az az Olasz Királyság utolsó kormányának feje. Miniszterelnöksége alatt kiáltották ki a köztársaságot, így átmenetileg ő lett az első köztársasági nemzeti egységkormány feje is.

### Az Olasz Köztársaság politikusa

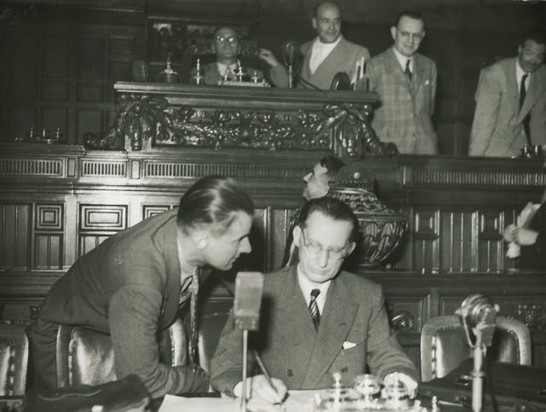
1946. június 25: De Gasperi az alkotmányozó nemzetgyűlés alakuló ülésén

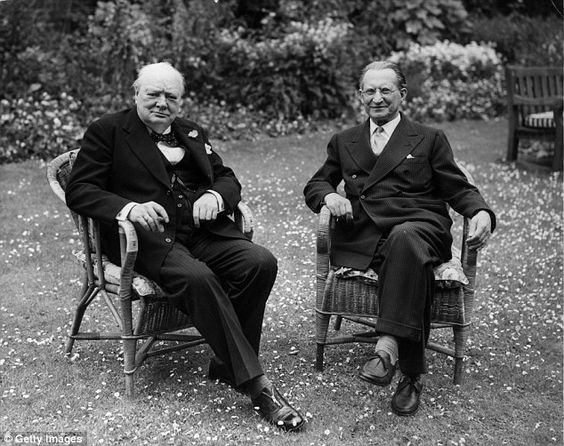
Churchill és De Gasperi Londonban, 1953-ban

1946. május 9-én a háborúért felelős III. Viktor Emánuel király lemondott, De Gasperi kezdeményezője volt az monarchia sorsáról kiírandó népszavazásnak. 1946. június 2-án megtartották a referendumot, a szavazók többsége a köztársasági államformára szavazott. Ezután rövid időre, 1946. június 18–28. között rövid időre De Gasperi lett az Olasz Köztársaság ideiglenes államfője.
1946. július 10-től belügyminiszter, július 13-tól miniszterelnök lett. Utóbbi minőségében részt vett az 1946-os párizsi békekonferencián, itt 1946 szeptemberében Karl Gruber osztrák külügyminiszterrel letárgyalta és aláírta az ún. Gruber–De Gasperi-egyezményt, mely fogyatékosságai ellenére elsőként garantálta az első világháborúban megszerzett dél-tiroli német ajkú (osztrák) lakosság kultúrájának védelmét. Az egyezmény megvalósítása körül több évtizedes politikai harc bontakozott ki, mégis ez volt a Dél-Tirol autonómiájához vezető út első állomása.
1947-ben De Gasperi – más nyugat-európai kormányfőkhöz hasonlóan – Harry Truman amerikai elnök követelésére teljesen szakított az Olasz Kommunista Párttal (PCI) és az Olasz Szocialista Párttal (PSI). 1947 és 1953 között változatos kormánykoalíciókban irányította az Olasz Köztársaságot. Pártja, a Kereszténydemokrata Párt együtt kormányzott az Olasz Liberális Párttal, a Olasz Republikánus Párttal, valamint az Olasz Demokratikus Szocialista Párt elődpártjaival.
Haláláig az olasz kereszténydemokrata mozgalom vezető személyisége, a párt erős kezű irányítója maradt, a következő években ügyesen lavírozott az olasz bel- és külpolitikában, keresve a törékeny egyensúlyt az Amerikai Egyesült Államok, a Vatikán és Nyugat-Európa között, keresve az elkerülhetetlen társadalmi reformok útját, őrizve a politikai stabilitást.
A hidegháború éveiben De Gasperi külpolitikájának fő célja az volt, hogy Olaszország beilleszkedjék a nyugat-európai országok közösségébe. Belépett a NATÓ-ba, és aktívan dolgozott az európai megbékélést szolgáló nemzetközi gazdasági és politikai együttműködés erősítésén. Robert Schumannal és Konrad Adenauerrel együtt részt vett az Európai Szén- és Acélközösség (Montánunió) megalakításában.

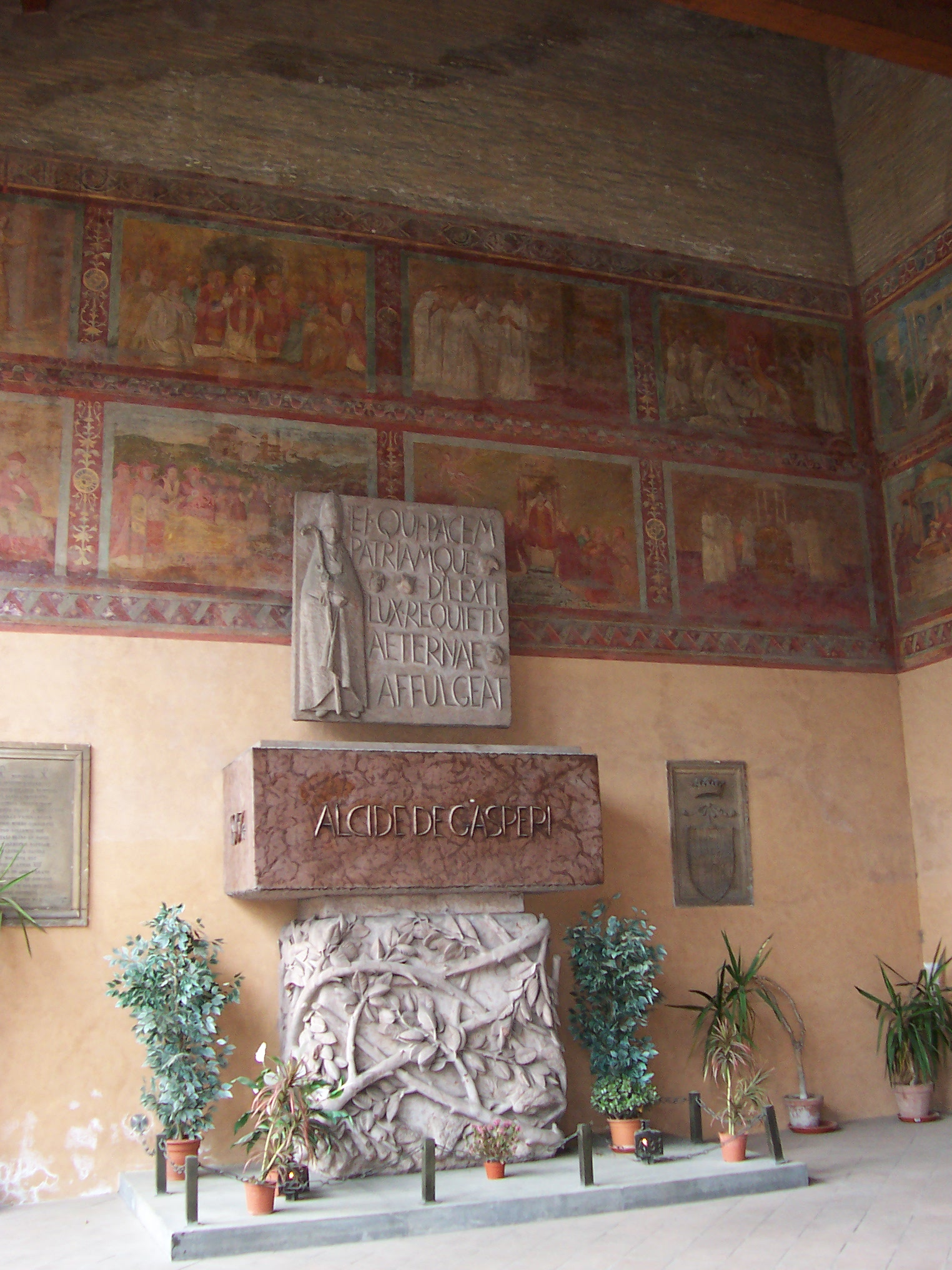
De Gasperis sírja (Giacomo Manzù szobrász munkája) a római San Lorenzo fuori le mura bazilikában

### Visszavonulása, elhunyta
1953-ban visszavonult az aktív olaszországi politizálástól. 
1952. szeptember 24-én megkapta Aachen városának Nemzetközi Károly-díját (Karlspreis), „Európa egyesítéséért kifejtett lankadatlan munkájának elismeréseként”.
1954. május 11-én az Európai Parlament előd-intézményének, az Európai Szén- és Acélközösség (ESZAK) közgyűlésének elnökévé választották, a távozó első elnök, Paul-Henri Spaak helyére.
Három hónappal később, 1954. augusztus 19-én Borgo Valsugana-i otthonában elhunyt.

## Boldoggá avatási eljárása
1993-ban a Trentói főegyházmegye kezdeményezte De Gasperi boldoggá avatásának főegyházmegyei eljárását.

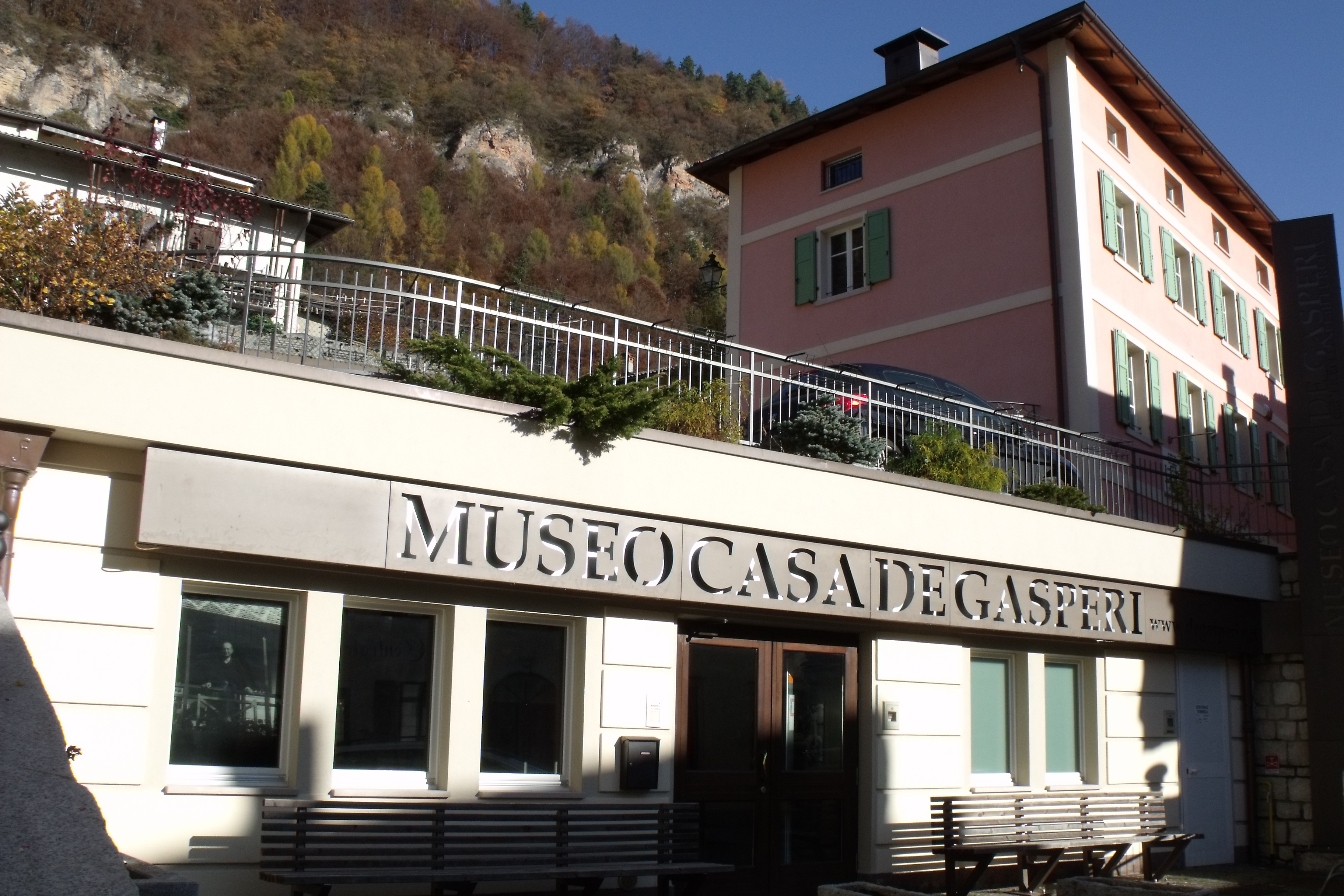
A De Gasperi-múzeum Pieve Tesinóban

## Elismerései
- 1952: Aachen város nemzetközi Károly-díja(wd)
- 1953: Németország Szövetségi Érdemrendje(wd) (Bundesverdienstorden) nagykeresztje

## Emlékezete
- Szülőházát a trentinói Pieve Tesinóban emlékmúzeummá (Museo casa De Gasperi)(wd) alakították, amely az olasz államtól megkapta az Kulturális Örörkség-címkét.
- Több olaszországi városban utca viseli a nevét (Via De Gasperi).
- Az Alcide De Gasperi-kupa(wd) (Trofeo Alcide De Gasperi), 1955 óta évente megrendezett egész napos országúti kerékpárverseny, az UCI Europe Tour programjának része.

## Megjelenése játékfilmben
- 2005: De Gasperi, a remény embere (De Gasperi, l’uomo della speranza); olasz tévéfilm, rendezte Liliana Cavani, főszereplők Fabrizio Gifuni (Alcide De Gasperi) és Sonia Bergamasco (a felesége, Francesca Romani).[16]